# 966

966(구백육십육)은 965보다 크고 967보다 작은 자연수다.

## 수학
- 합성수로, 그 약수는 총 16개다. (1, 2, 3, 6, 7, 14, 21, 23, 42, 46, 69, 138, 161, 322, 483, 966)
  - 966의 진약수의 합은 1338이므로, 966은 과잉수다.
  - 제곱 인수가 없는 52번째 과잉수다. 이 성질을 지닌 앞의 수는 942, 다음 수는 978이다. (OEIS의 수열 A087248)
- 86번째 불가촉수다. 앞의 불가촉수는 964, 다음은 976이다.
- {\displaystyle 966=479+487}
  - 연속하는 두 소수(素數)의 합으로 나타낼 수 있으며, 이 성질을 지닌 앞의 수는 946, 다음 수는 978이다.
- {\displaystyle 966=103+107+109+113+127+131+137+139}
  - 연속하는 소수(素數) 8개의 합으로 나타낼 수 있으며, 이 성질을 지닌 앞의 수는 928, 다음 수는 1012이다.
- {\displaystyle 966=14^{2}+15^{2}+16^{2}+17^{2}=7^{2}+12^{2}+17^{2}+22^{2}}
  - 14부터 17까지 연속하는 네 자연수의 제곱합으로 나타낼 수 있는 수다. 이 성질을 지닌 앞의 수는 846, 다음 수는 1094다.
  - 7부터 22까지 공차가 5인 네 자연수의 제곱합으로 나타낼 수 있는 수다. 이 성질을 지닌 앞의 수는 854, 다음 수는 1086이다.
- {\displaystyle 47^{6}-1}은 966으로 나누어떨어진다.

## 과학
- NGC 966(영어판): 고래자리 방향에 있는 정상렌즈형은하.

## 교통
- 966번 홋카이도도(일본어판)

## 군사
- U-966(영어판, 독일어판): 제2차 세계 대전에 사용된 나치 독일의 군용 잠수함.

## 문화유산
- 대한민국의 보물 제966호: 지장보살본원경

## 방송
- 지니 TV의 키즈톡톡 플러스 채널 번호.

## 기타
- 연도: 966년, 기원전 966년
- 《개구리 중사 케로로》의 등장인물 ‘쿠루루(クルル)’의 숫자 고로아와세.